# VL Myrsky
VL Myrsky – fiński samolot myśliwski, zaprojektowany w czasach II wojny światowej. Maszyna nie prezentowała zadowalających osiągów w roli myśliwca, przeznaczono ją zatem do roli samolotu rozpoznawczego.

## Historia

### Geneza
Przed rozpoczęciem II wojny światowej, lotnictwo myśliwskie Fińskich Sił Powietrznych składało się w całości z maszyny importowanych z Wielkiej Brytanii i Holandii. Sytuacja ta z jednej strony pozwoliła Finom na zbudowanie i utrzymanie zdolności bojowej w zakresie maszyn myśliwskich, z drugiej jednak nie były to samoloty najnowsze. Sytuacja w Europie wzbudzała też wątpliwości, czy dostęp do importowanych samolotów będzie zawsze łatwy. Wraz ze wzrostem napięć na kontynencie europejskim w drugiej połowie lat 30. XX wieku, Finlandia zaczęła dostrzegać potrzebę uniezależnienia się od zagranicznych dostawców na rzecz krajowego przemysłu. Za potrzebą poszły i czyny: 8 marca 1939 roku państwowe zakłady Valtion lentokonetehdas otrzymały zamówienie numer No 1094/39 na jednosilnikowy, jednomiejscowy samolot myśliwski. Valtion lentokonetehdas miały spore doświadczenie w budowie samolotów licencyjnych, w owym czasie były mocno obciążone produkcją samolotów Fokker D.XXI, Fokker C.X i Bristol Blenheim, co stało się powodem tego, iż nie były one w stanie wyasygnować wystarczającej liczby środków i ludzi do rozpoczęcia prac nad nowym samolotem. Drugim powodem, dla którego nowy myśliwiec zszedł na drugi plan był wybuch Wojny Zimowej. W tym czasie do kraju trafiły samoloty Gloster Gladiator, Morane-Saulnier MS.406, Fiat G.50 i Gloster Gauntlet. Po wojnie, dodatkowo w rękach Finów znalazły się maszyny radzieckiej konstrukcji. Wojna a następnie zajęcie przez hitlerowskie Niemcy Danii i Norwegii uwypukliły potrzebę posiadania zdolności do budowy potrzebnego sprzętu siłami rodzimego przemysłu.

### Projekt

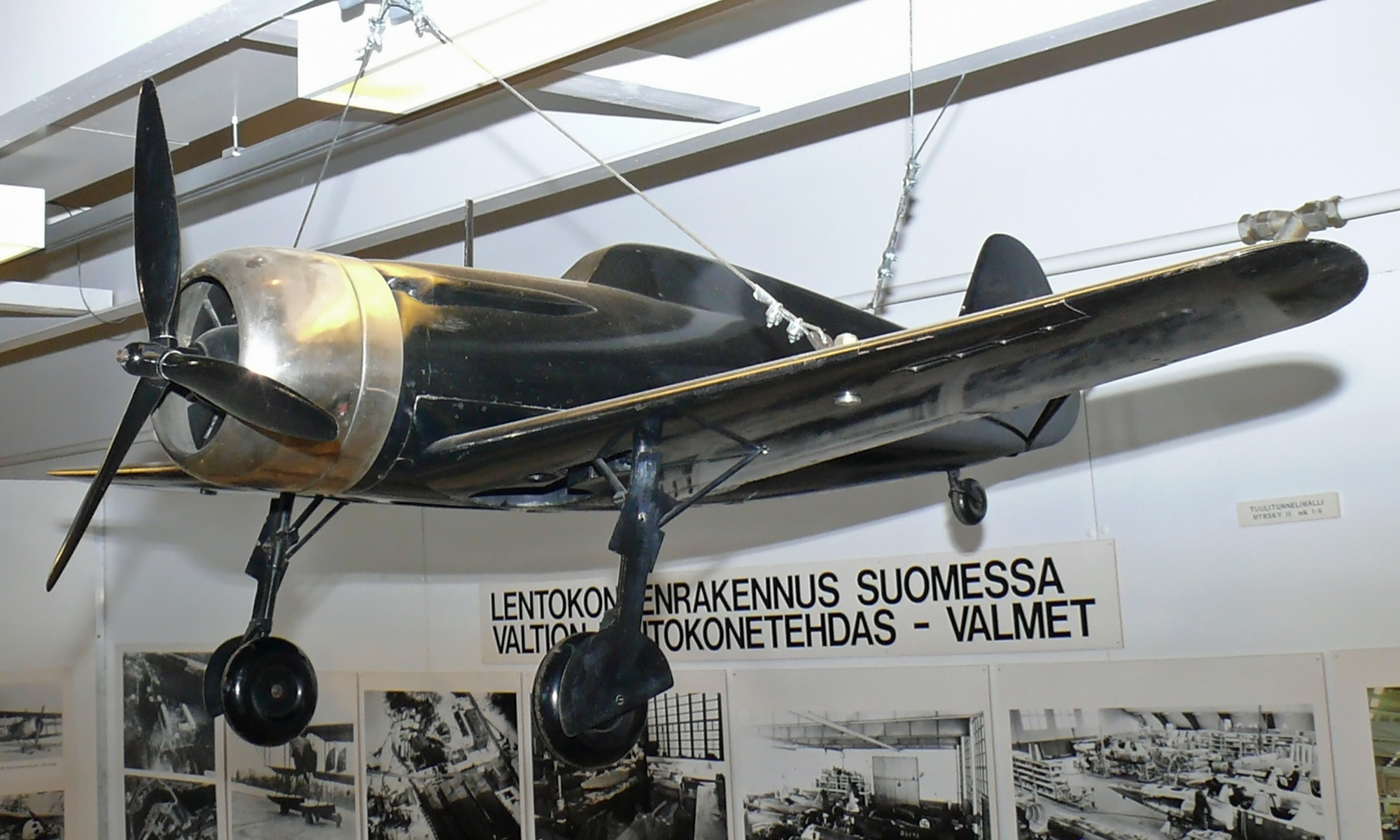
Model samolotu przeznaczony do prób tunelowych

W 1940 roku wystosowano kolejne zamówienie, oznaczone jako No 1621/40. Nowy jednomiejscowy i jednosilnikowy samolot miał zostać zaprojektowany w zespole konstruktorskim kierowanym przez inżyniera Arvo Ylinena. Za konstrukcję struktury płatowca miał odpowiadać Torsti Verkkola, za rozwiązania aerodynamiczne – Martti Vainio. W tym samym roku Arvo Ylinen przeniósł się na Techniczny Uniwersytet Helsiński, a jego miejsce na stanowisku szefa projektu zajął Edward Wegelius. Finowie zaprojektowali maszynę w układzie dolnopłata, z chowanym podwoziem i zakrytą kabiną pilota. Kadłub miała mieszaną, metalowo-drewnianą konstrukcję. W środku znajdowała się kratownica podtrzymująca w tylnej części drewniane żebra i podłużnice. Przód kadłuba pokryty był duraluminium, jego tył, z racji niedoborów duraluminium pokryto płótnem. Poza znajdującym się z przodu samolotu silnikiem, zdołano umieścić tam zbiornik paliwa i uzbrojenie maszyny. Kabina pilota osłonięta była nieruchomym wiatrochronem i odsuwaną do tyłu owiewką. W celu poprawy widoczności do tyłu, oszklono dużą część kadłuba znajdującą się za kabiną pilota. Drewniane, dwudźwigarowe skrzydła o trapezowym obrysie pokryto sklejką. Płaty wyposażono w klapy i lotki. Podobnie zbudowane było usterzenie. Usterzenie poziome wsparte zastrzałami. Wszystkie powierzchnie sterowe oraz lotki pokryto płótnem. Początkowo planowano zastosować brytyjski silnik gwiazdowy Bristol Taurus, jednak z uwagi na brak dostępu do tej jednostki zastosowano 14-cylindrowy silnik w układzie podwójnej gwiazdy Pratt & Whitney R-1830-SC3-G Twin Wasp, o mocy startowej 820 kW (1115 KM). Silnik napędzał nastawne, trójłopatowe śmigło Hamilton Standard bez kołpaka. W przedniej części kadłuba, przed kabiną pilota, nad zbiornikiem paliwa, zainstalowano uzbrojenie strzeleckie samolotu składające się z dwóch karabinów maszynowych M-2 kalibru 12,7 mm. Obok nich, w skrzydłach zamontowano kolejne cztery karabiny Browninga kalibru 7,7 mm.

### Prototyp
Montaż prototypu oznaczonego jako MY-1 rozpoczęto w 1941 roku i ukończono go po dziewięciu miesiącach, pod koniec roku. Oblotu maszyny dokonano 23 grudnia 1941 roku, za sterami samolotu siedział wojskowy pilot Erkki Itävuori. Samolot w powietrzu sprawował się dostatecznie, miał tendencje do zbaczania w lewo podczas lotu z powodu pracy silnika oraz był zbyt ciężki. W maju 1942 roku zainstalowano trymery mające zapobiegać zbaczaniu, ale bez zadowalającego efektu. Próby w locie prototypu trwały do grudnia 1942 roku, kiedy to prototyp wrócił do fabryki w celu dalszej modernizacji i wyeliminowania zauważonych wad. W fabryce maszyna przebywała do marca 1943 roku. Powiększono powierzchnię statecznika pionowego, znacząco zredukowano masę płatowca: z początkowej 3242 kg, udało się odchudzić samolot do 2925 kg. Zabieg ten zmniejszył obciążenie powierzchni skrzydeł, a w rezultacie poprawiła się zwrotność i prędkość wznoszenia samolotu. Wymieniono śmigło, stare zastępując drewnianym, przestawialnym VLS 8002 z kołpakiem firmy Hamilton Standard. Dotychczasowa elektryczna instalacja chowania podwozia została wymieniona na hydrauliczną. Zmodyfikowano również układ rur wydechowych w samolocie. Po modyfikacjach, w kwietniu 1943 roku maszyna wzniosła się ponownie w powietrze, za jej sterami siedział Aarre Siltavuori. Samolot w powietrzu zachowywał się poprawnie, udało się wyeliminować problemy ze zbaczaniem maszyny w lewo, na wysokości 3250 m uzyskano prędkość maksymalną 519 km/h. Pomimo tego uznano, iż MY-1 nie nadaje się do roli myśliwca przechwytującego. 14 września 1943 roku MY-1 został wysłany na lot w celu przechwycenia radzieckiego samolotu w rejonie Pori. Pilotujący samolot pilot nie zdołał tego dokonać. Potencjalne skierowanie samolotu do jednostki liniowej w celu przeprowadzenia kompleksowych prób wojskowych nie wchodziło w grę. Na przeszkodzie stanęły brak części zamiennych i problemy z obsługą pojedynczego samolotu. Ostatni swój lot MY-1 wykonał 26 listopada 1943 roku, był to jego 162 lot. Do tego czasu maszyna spędziła w powietrzu 142 godziny i 20 minut. Za sterami samolotu siedział kapitan P. Kokko, ten sam, który nie był w stanie przechwycić radzieckiej maszyny dwa miesiące wcześniej. Jeszcze w trakcie trwania prób MY-1, 30 maja 1942 roku zamówiono kolejne trzy maszyny przeznaczone do dalszych badań. Samoloty oznaczone jako MY-2, MY-3 i MY-4 (spotyka się określenie I seria) różniły się od pierwszego prototypu większą rozpiętością skrzydeł, powiększoną do 11 metrów, a tym samym ich większą powierzchnią i zmniejszeniem z obciążeniem powierzchni do 156 kg/m². Miały od wersji MY-1 mniejszą masę. Prototyp MY-2 wyposażono w śmigło Hamilton Standard, pozostałe maszyny w śmigła VLS 8002. Zmieniono układ rur wydechowych. Samoloty różniły się również uzbrojeniem, MY-2 i MY-3 miały po trzy Browningi M-2 kalibru 12,7 mm, a MY-4 aż cztery karabiny M-2. MY-4 różnił się od pozostałych maszyn cieńszym poszyciem skrzydeł, instalacją slotów na końcach skrzydeł i wyposażeniem w hydrauliczne hamulce, wszystkie pozostałe prototypy miały hamulce pneumatyczne.

### Próby
Pierwsza z nowych maszyn prototypowych, MY-2, została ukończona 30 kwietnia 1943 roku i tego samego dnia wzniosła się po raz pierwszy w powietrze. Jej udział w badaniach w locie nie trwał jednak długo. Już kilka dni później, 6 maja, maszyna podchodząc do lądowania rozbiła się przed pasem z powodu awarii silnika. Pilot przeżył, ale odniósł ciężkie obrażenia. Drugim ukończonym prototypem został MY-4, który oblatano 5 czerwca 1943 roku. Ostatnia z wybudowanych maszyn, MY-3, do swojego dziewiczego lotu wzbiła się 11 lipca 1943 roku. Niecały miesiąc później, 5 sierpnia lądował na brzuchu. Maszynę wyremontowano, poddając je przy okazji niewielkim modyfikacjom. Z braku płótna do pokrycia tylnej części kadłuba pokryto go sklejką, co zwiększyło masę samolotu o 100 kg. Zmodyfikowano chłodzenie silnika, grzejącego się nadmiernie podczas startów i lądowań. Na tylnej części kołpaka zamontowano dodatkowe, niewielkie łopatki z blachy, wymuszając w ten sposób dodatkowy napływ powietrza pod osłonę silnika. To proste rozwiązanie okazało się na tyle skuteczne, że zastosowano je na kolejnych samolotach. Remont zakończono w październiku, a w listopadzie 1943 roku samolot powrócił do prób w powietrzu. Nie na długo, gdyż 19 listopada, podczas lotu nurkowego, przy prędkości rzędu 850 km/h odpadły skrzydła maszyn i usterzenie, niesterowny kadłub runął na ziemię grzebiąc w swoich szczątkach pilota. Efektem katastrofy było zredukowanie maksymalnej prędkości lotu, jaki Myrsky mógł osiągać podczas nurkowania, do 600 km/h. MY-4 swoje próby przechodził pomyślnie. Maszyna posłużyła głównie do testów uzbrojenia strzeleckiego, które odbywały się bez problemów. Podjęto zatem decyzję o przekazaniu MY-4 do jednostki operacyjnej w celu przeprowadzenia dalszych badań. Niestety los, jaki był udziałem MY-2 i MY-3, nie zbudował dobrej opinii samolotu i nie było chętnych na przyjęcie MY-4 na stan. Dopiero 26 lutego 1944 roku 26 Eskadra (HLeLv 26), na wyposażeniu której znajdowały się Fiaty G.50, zgodziła się przyjąć MY-4. Samolot i tak podzielił los pozostałych. 17 marca 1944 roku, w trakcie lotu nurkowego od samolotu odpadły skrzydła i maszyna zwaliła się na ziemię. Pilot, J. Marttila zginął w jej szczątkach. Z trzech prototypów nie pozostał żaden.

### Samoloty seryjne

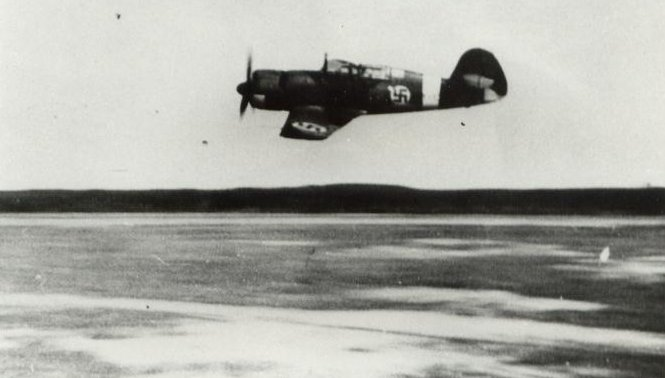
Samolot w locie

Jeszcze przed utratą maszyn MY-2, MY-3 i MY-4, 18 sierpnia 1942 roku wystosowano zamówienie No 1952/42, którego celem był zakup kolejnych 50 samolotów o numerach od MY-5 do MY-50. Samoloty tej serii określane bywają również mianem Myrsky II (lub II seria). Seria katastrof podczas nurkowania unaoczniła potrzebę wzmocnienia konstrukcji skrzydeł. Nim to uczyniono, pierwsze dwa samoloty MY-5 i MY-6 zdążyły zostać ukończone. MY-5 oblatano 21 grudnia 1943 roku, a MY-6 2 lutego 1944 roku. Próba rozpoczęcia badań samolotów w jednostkach wojskowych zakończyła się fiaskiem, opinia o maszynie była jednoznacznie negatywna i nie było chętnych aby usiąść za sterami. Przy braku zainteresowania ze strony wojska, rozpoczęto kolejne próby fabryczne. Słabość konstrukcji podczas lotu nurkowego ponownie dała o sobie znać. 23 czerwca 1944 roku, podczas nurkowania z prędkością 640 km/h, urwany został lewy ster wysokości. Pilotowi udało się szczęśliwie wylądować. Niezwłocznie przystąpiono do wzmacniania konstrukcji skrzydeł i usterzenia. Nie poprzestano tylko na tym. Finlandia miała wówczas dostęp do konstrukcji niemieckich, samolotów zachodnioeuropejskich producentów jak również wiele zdobycznych maszyn konstrukcji radzieckiej. Porównanie samolotu Myrsky z dostępnymi w Finlandii innymi maszynami wypadło zdecydowanie na niekorzyść fińskiej konstrukcji. Bazując na światowych trendach, Finowie zmienili pokrycie tylnej części kadłuba z płótna na sklejkę. Zastosowano pokryte płótnem lotki o mieszanej konstrukcji. Zmniejszono oszklenie kabiny pilota. Bez zmian pozostawiono silnik i śmigło. Zainstalowano radiostację nadawczo-odbiorczą Telefunken FuG 7A R/T. Uzbrojenie strzeleckie składało się z czterech karabinów maszynowych kalibru 12,7 mm zgrupowanych przed kabiną pilota. Były to licencyjne wersję Browninga, karabiny oznaczone jako LKK/42. Pod skrzydłami zainstalowano dwa węzły do podwieszania uzbrojenia RMS-100, bomb o masie 100 kg każda lub dodatkowych zbiorników paliwa. Samoloty seryjne, podobnie jak wszystkie wcześniejsze egzemplarze, miały tendencje do przechyłów na lewe skrzydło podczas podchodzenia do lądowania. Do końca lipca 1944 roku wyprodukowano czternaście samolotów. Jeszcze przed ich ukończeniem, zwiększono zamówienie o kolejnych dziesięć egzemplarzy. Do czasu zawarcia rozejmu z ZSRR 4 września 1944 roku, ukończono jeszcze szesnaście następnych samolotów. 30 września tego samego roku zawieszono produkcję zamówionych dodatkowo dziesięciu maszyn, ale z postanowieniem realizacji zamówienia No 1952/42, które ukończono pod koniec roku. Ostatnie pięć samolotów prosto z linii montażowej trafiło do magazynów 30 grudnia 1944 roku. 30 maja 1945 roku ostatecznie zrezygnowano z realizacji zamówienia na dodatkowe dziesięć maszyn.

## Służba

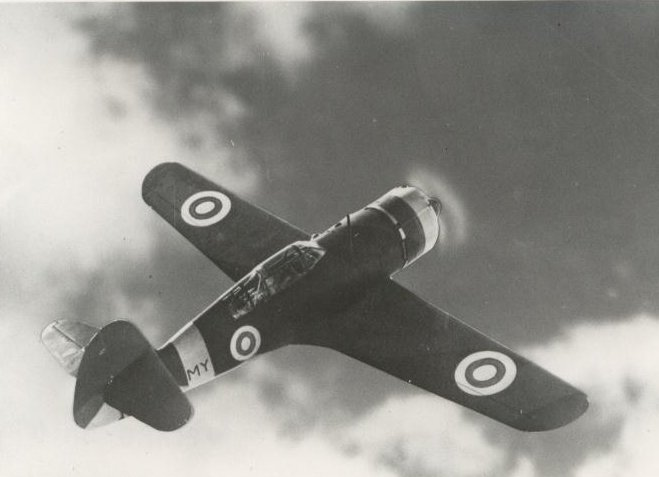
Myrsky w zmienionym oznaczeniu. Zamiast błękitnej swastyki w białym kole, biało-błękitno-białe kokardy

Pierwotnie Myrsky został zaprojektowany jako samolot myśliwski. Jednak w okresie kiedy realizowano zamówienie seryjne, fińskie eskadry myśliwskie wyposażone były w bardzo dobre myśliwce Messerschmitt Bf 109G-6. Zastąpienie ich samolotami rodzimej konstrukcji, znacząco odbiegającymi parametrami i możliwościami bojowymi, byłoby krokiem w tył, całkowicie nie do zaakceptowania. Zgoła inaczej sytuacja wyglądała w jednostkach rozpoznawczych. Jedną z jednostek, zainteresowanych pozyskaniem samolotu był 12 Dywizjon Rozpoznawczy (Tiedustelulentolaivue 12/TLeLv 12), wchodzący w skład 1. Pułku lotniczego (Lentorykmentti 1), do którego pierwsze samoloty dotarły 23 lipca 1944 roku (na początku sierpnia dywizjon posiadał już 22 samoloty). Jednostka operowała na północny zachód od jeziora Ładoga. Już 9 sierpnia Myrsky jednostki wystartował na przechwycenie radzieckiego samolotu w rejonie wsi Suistamo. Przechwycenie przybrało nieoczekiwany obrót dla fińskiego pilota, gdy stanął oko w oko z dwoma Jakami-7. Samoloty ostrzelały się wzajemnie i bez uszkodzeń wszystkie powróciły do swoich baz. Na kolejne starcie w powietrzu trzeba było czekać do 22 sierpnia 1944 roku, kiedy sześć samolotów 1. Eskadry TLeLv 12, dowodzonych przez dowódcę dywizjonu starło się z trzema radzieckimi Jak-9 i dwoma Ła-5FN ze 195. Pułku Myśliwskiego. W rezultacie starcia, jeden Jak-9 i Ła-5FN zostały uszkodzone. Do spotkań z wrogimi samolotami dochodziło jednak rzadko. W Moskwie trwały rozmowy o zawieszeniu broni. Na dzień przed rozejmem, 3 września, sześć Myrsky dokonało pierwszego ataku bombowego, bombardując sztab radzieckiej dywizji ulokowany w Orusjärvi. W tym samym dniu samoloty jednostki wykonały ostatnią akcję bojową, próbując przechwycić nieprzyjacielski samolot. Od momentu wejścia na uzbrojenie, samoloty Myrsky dywizjonu wykonały 66 loty bojowe. Utracono trzy maszyny, wszystkie w wyniku wypadków. Drugą rozpoznawczą jednostką, do której dotarły fińskie samoloty był 16 Dywizjon Rozpoznawczy (Tiedustelulentolaivue 16/TLeLv 16), wchodzący w skład 2. Pułku lotniczego (Lentorykmentti 2). Pierwsze dwa samoloty dotarły do jednostki 18 sierpnia 1944 roku, a do czasu ogłoszenia rozejmu z ZSRR, 4 września, jeszcze cztery maszyny. Żadna z nich nie wzięła udziału w akcjach bojowych, a w wyniku katastrofy egzemplarza MY-29 zginął pilot. 
Ostatnimi działaniami bojowymi samolotów Myrsky był udział w akcji oczyszczania terytorium Finlandii z jednostek niemieckich, które odmówiły dobrowolnego opuszczenia kraju. Siedem Myrsky wzmocniło wchodzącą w skład 2. Pułku (Lentorykmentti 2) 26. Eskadrę (Hävittäjälentolaivue 26) operującą na samolotach Brewster F2A Buffalo. Loty operacyjne rozpoczęto 26 października 1944 roku w rejonie Palojoensuu na północy kraju. Zadania realizowane na samolotach Myrsky ograniczały się do wykonywania lotów rozpoznawczych, jednak z uwagi na panujące warunki atmosferyczne, w listopadzie przeprowadzono zaledwie trzynaście takich lotów bez żadnego przeciwdziałania ze strony Niemców. Ostatni lot wykonano 23 listopada. W tym okresie utracono w wypadku podczas startu egzemplarz MY-25. Samoloty bardzo źle znosiły panujące arktyczne warunki. Skrzydła pokrywały się bardzo trudnym do usunięcia lodem, zamarzały lotki. Przy bardzo niskich temperaturach powietrza błyskawicznie rozładowywały się akumulatory. Rdza pokrywała metalowe elementy konstrukcji.
4 grudnia 1944 roku obydwie jednostki, w których składzie znajdowały się samoloty Myrsky, TLeLv 12 i TLeLv 16 przebazowano do Pori i podporządkowano 1. Pułkowi. Podczas rozpoczętej 23 stycznia 1945 roku akcji przebazowania, utracono jeden samolot, MY-27, ranny pilot ocalał. W Pori samoloty pozostawały na ziemi aż do sierpnia 1945 roku. Po rozpoczęciu operacji lotniczych kilka maszyn uległo wypadkom, po czym ponownie uziemiono wszystkie samoloty. Chcąc zaradzić awariom trapiącym konstrukcję podjęto decyzję o zmodyfikowaniu egzemplarza MY-50, poprzez instalację klap szczelinowych na skrzydłach. Tak zmodernizowany samolot od 29 listopada 1946 roku przechodził próby fabryczne w locie. Ich pozytywny rezultat skłonił wytwórnię do przebudowania w ten sam sposób wszystkich pozostających w dyspozycji samolotów Myrsky. Niestety 9 maja 1947 roku podczas lotu nurkowego rozbił się kolejny Myrsky, MY-28, grzebiąc w swoich szczątkach pilota. Katastrofa przesądziła los samolotów, którym ponownie wydano zakaz lotów. 10 lutego 1948 roku, dzięki specjalnie wydanemu, okolicznościowemu pozwoleniu samolot MY-50 wzbił się w powietrze z Kauhava, kierując się do Tampere. Był to ostatni lot samolotu Myrsky, przed ich wycofaniem w 1953 roku. Również podczas ostatniego lotu doszło do wypadku, pilo nie wypuścił klap podczas lądowania uszkadzając podwozie i śmigło. Wysoka awaryjność samolotu zaowocowała 51 wypadkami, w których utracono bezpowrotnie 21 samolotów, a życie straciło czterech pilotów.

## Konstrukcja
VL Myrsky był jednoosobowym, jednosilnikowym myśliwskim dolnopłatem o mieszanej konstrukcji. Samolot napędzany był chłodzonym powietrzem, 14-cylindrowym silnikiem gwiazdowym w układzie podwójnej gwiazdy Pratt & Whitney R-1830-SC3G Twin Wasp z trójłopatowym, drewnianym, przestawialnym śmigłem. Podwozie chowane, z tylnym kółkiem ogonowym. Seryjne samoloty uzbrojone były w cztery karabiny maszynowe LKK/42 kalibru 12,7 mm, licencyjną wersję amerykańskiego Browning M2 (jego lotniczej wersji AN/M2). Karabiny umieszczone były przed kabiną pilota, nad zbiornikiem paliwa i silnikiem. Zapas amunicji do dwóch najwyżej umieszczonych karabinów wynosił 220 nabojów na lufę, a do pozostałych dwóch 260 nabojów na lufę. Samolot mógł również przenosić po dwie bomby, każda o masie 100 kg.